# Günzəli
Günzəli è un comune dell'Azerbaigian situato nel distretto di Cəlilabad. Conta una popolazione di 5.917 abitanti.